# Parawan plażowy

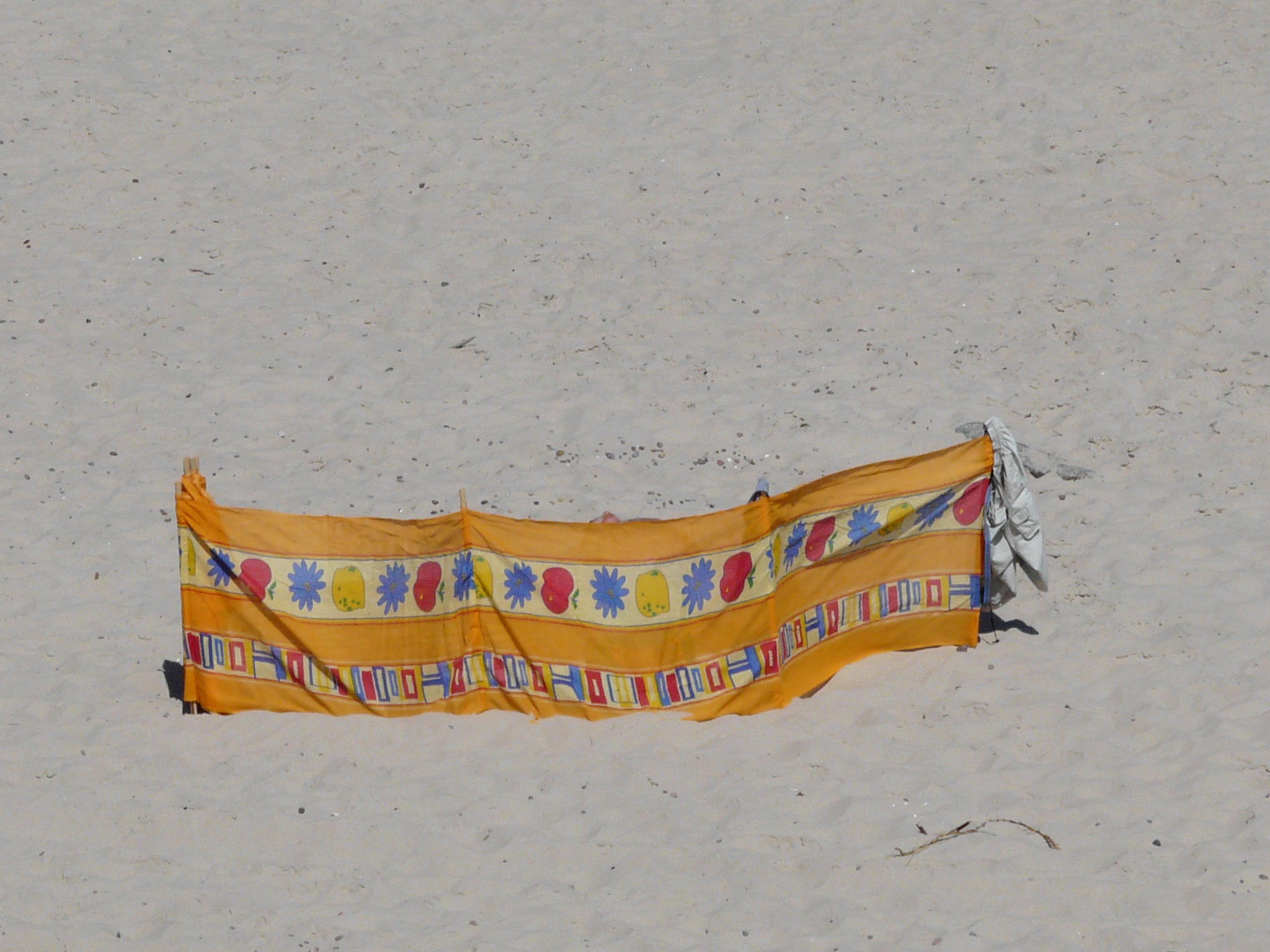
Parawan rozłożony na plaży

Parawan plażowy (dawniej także wiatrochron) – rodzaj parawanu używanego na plaży do ochrony przed wiatrem, ale także odgrodzenia się od innych plażowiczów.

## Popularność

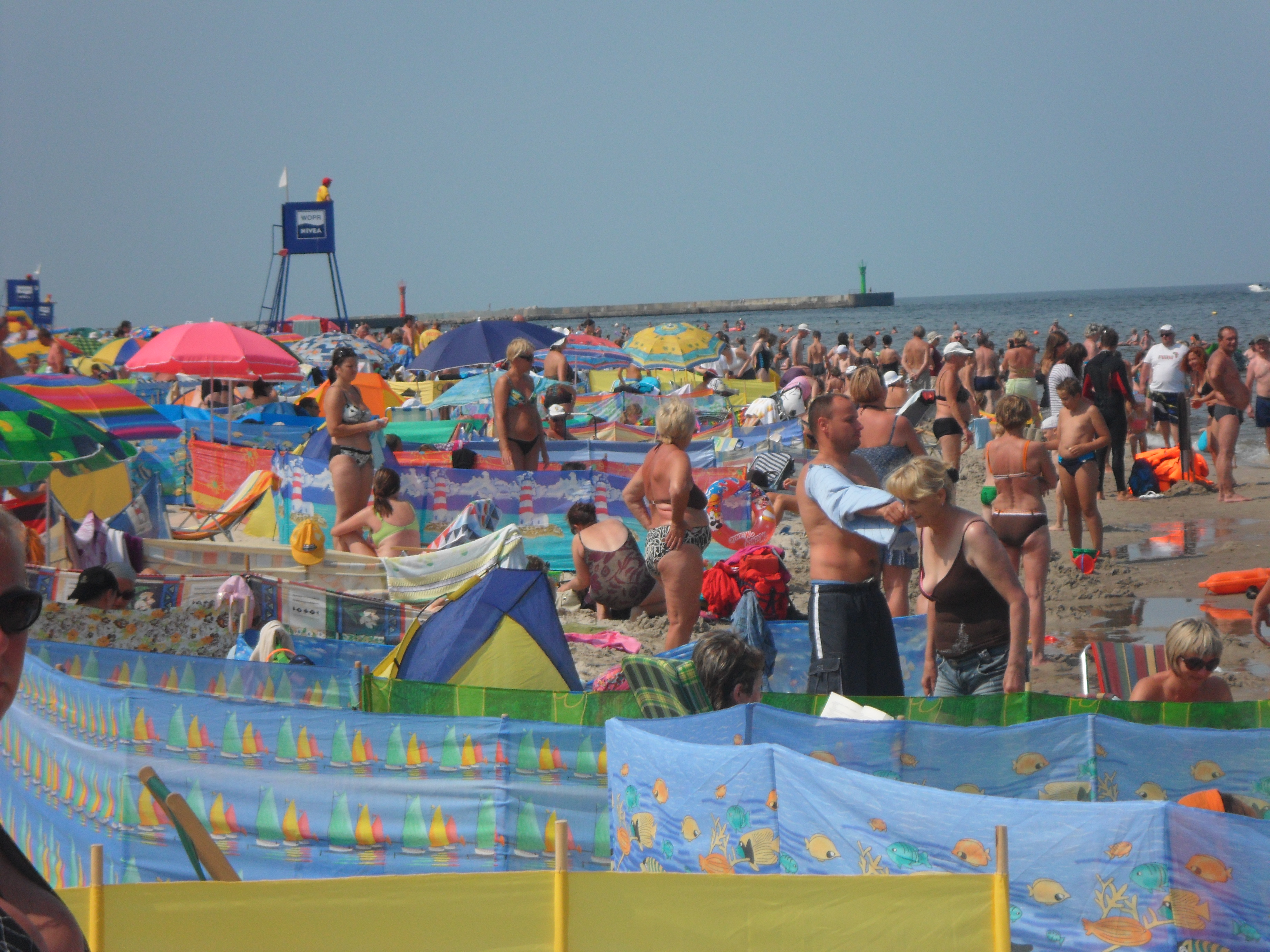
Plaża w Mrzeżynie pełna parawanów

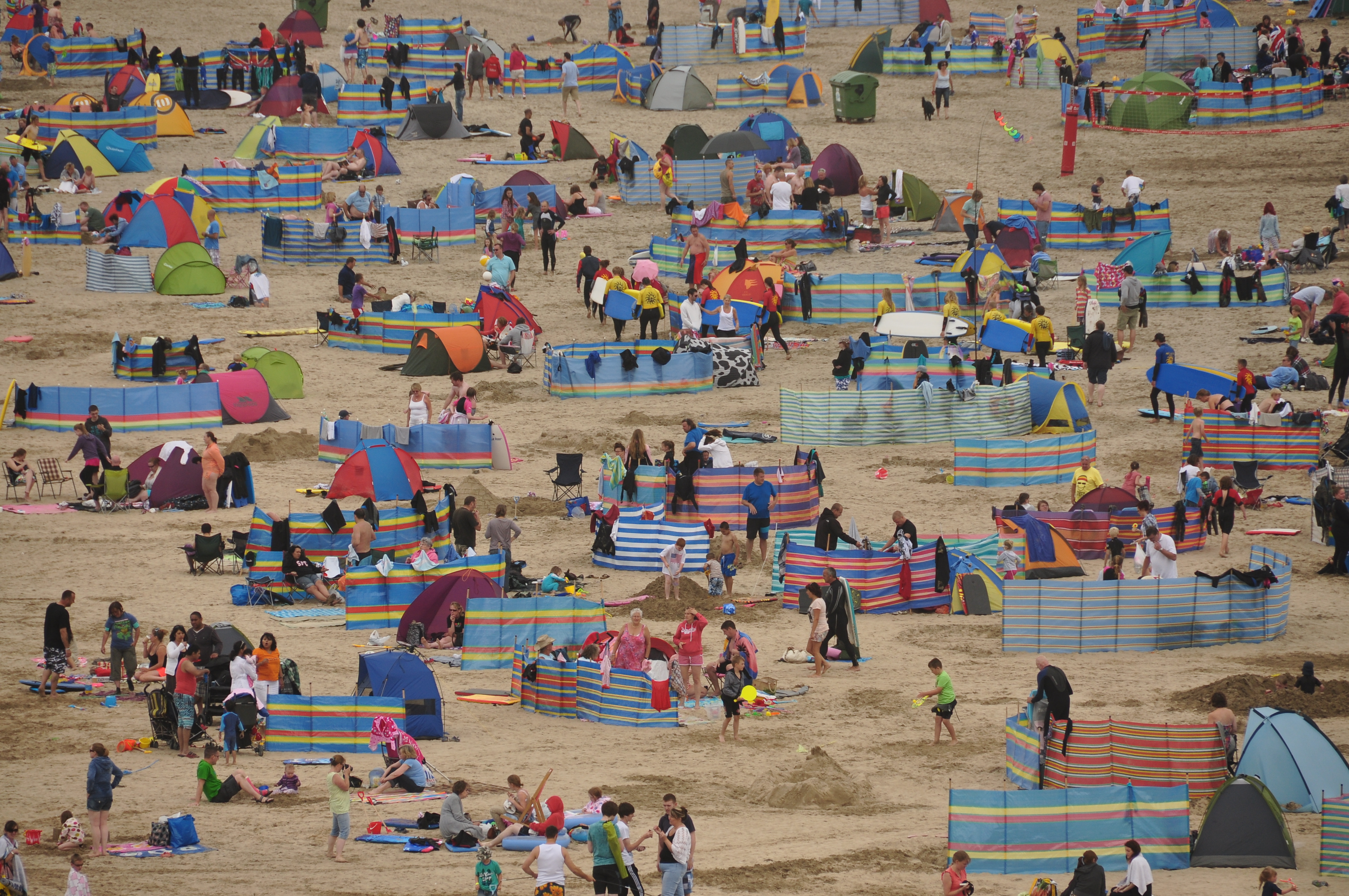
Parawany widoczne na brytyjskiej plaży

Parawany wyparły popularne wcześniej kosze plażowe, które dominowały na plażach w Polsce w dwudziestoleciu międzywojennym oraz w czasach PRL-u.
Ze względu na swoją popularność parawany są określane mianem jednego ze znaków rozpoznawczych polskich plaż. Zjawisko to jest po części podyktowane lokalnymi warunkami pogodowymi, ale bywa też przypisywane polskiej mentalności. Na większości zagranicznych plaż parawany należą do rzadkości, ale nie są niespotykane poza Polską – bywają np. używane przez plażowiczów w Wielkiej Brytanii.

## Krytyka
Przeciwnicy parawanów plażowych uważają, że są one przejawem złego smaku, psują plażowy krajobraz, zabierają dużo miejsca z przestrzeni publicznej i umożliwiają rezerwowanie sobie miejsc na plaży. Parawany są również utrudnieniem dla ratowników, ponieważ blokują przebieg ciągów komunikacyjnych i ograniczają widoczność.
Z tych powodów w niektórych miejscach próbuje się ograniczyć używanie parawanów. Przykładowo burmistrz Darłowa próbował wydzielić na plaży strefę wolną od parawanów i zorganizował kampanię zniechęcającą do ich używania.